# Paul-François Berthoud
Pour les articles homonymes, voir Berthoud (homonymie).
Paul-François Berthoud, né à Paris le 17 mai 1870 et mort en 1939, est un sculpteur, peintre et graveur français.

## Biographie

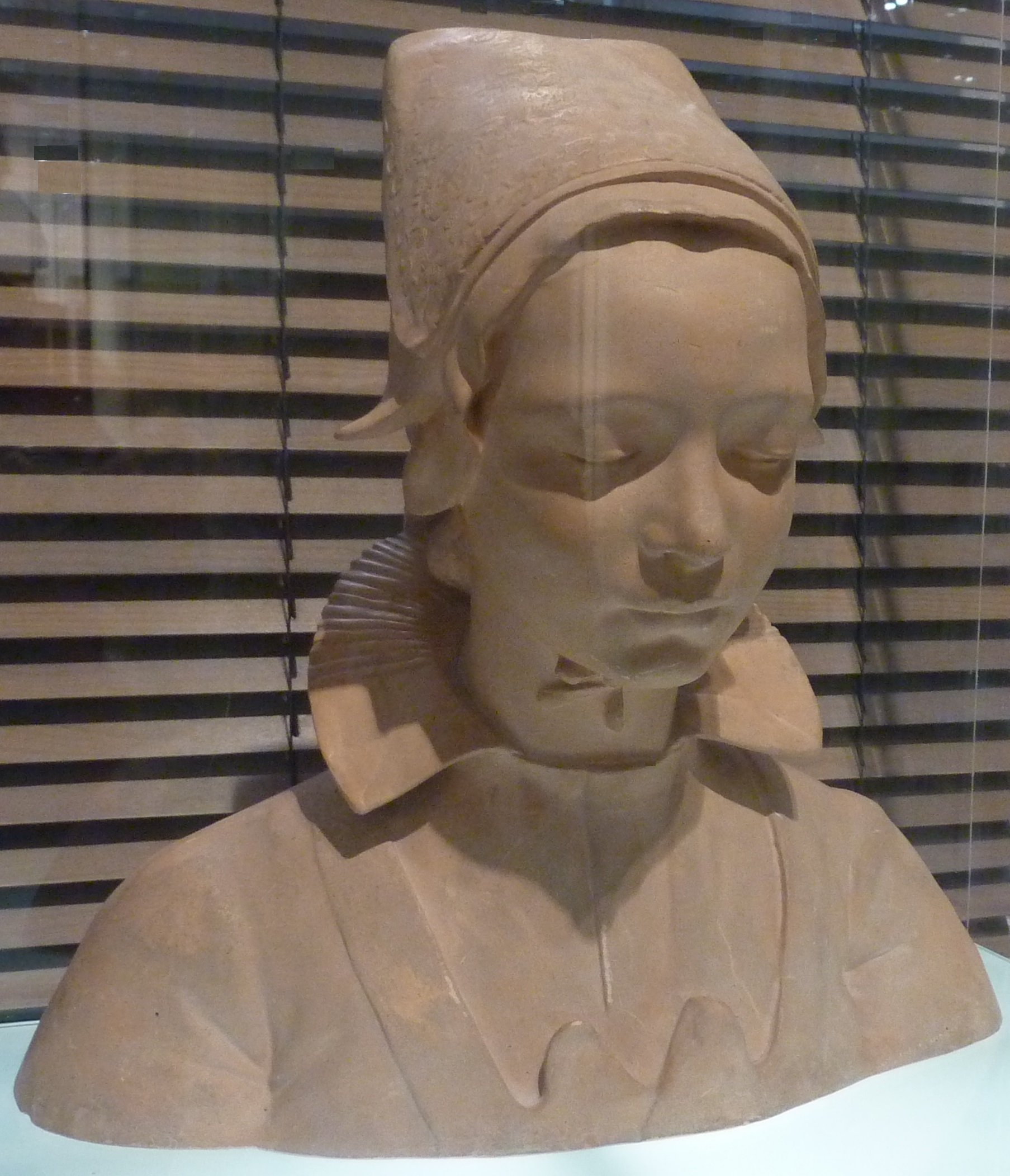
Femme de Confort-Meilars, sculpture par Paul-François Berthoud, vers 1920, musée départemental breton.

Élève de Pierre Dupuis, Emmanuel Fontaine et Antonin Larroux, sociétaire de la Société nationale des beaux-arts, membre fondateur du Salon d'Automne, mention honorable au Salon des artistes français de 1898, Paul-François Berthoud a signé nombre de ses œuvres du pseudonyme de Gilbert Lanquetin.

## Œuvre
Sa sculpture la plus célèbre reste un buste de Sarah Bernhardt (terre cuite patinée, 1900). Sa chapelle Thorn-Klein qu'il a réalisée pour le cimetière de Levallois-Perret est réputée comme « la plus belle tombe du cimetière. C’est un petit chef-d’œuvre art nouveau dont on devra admirer les détails fantastiques, tel les visages végétalisés et ce dragon étonnant aux pieds de l’ange. »
En 2017, le musée de Châteaudun lui a consacré une exposition.